# کارول کونکا
کارولین دوس سانتوس اولیویرا (متولد ۱ ژانویه ۱۹۸۶)، معروف به کارول کونکا (پرتغالی برزیلی:[kaˈɾɔw
kõˈka] یک خواننده و ترانه‌سرای برزیلی است. موسیقی او ترکیبی از هیپ هاپ مدرن و رپ با صداهایی از موسیقی پاپ و سنتی برزیل است.
کارول کونکا علناً خود را به عنوان دوجنسه و ساپیوسکسوال معرفی کرده‌است. او مدافع فمینیسم است.

## آهنگ‌شناسی

### آلبوم‌ها
- ۲۰۰۱ - کارول کونکا
- 2013 - Batuk Freak
- ۲۰۱۸ - آمبولانت
- ۲۰۲۲ - اروکوم

### تک آهنگ
- 2011 - Boa Noite
- ۲۰۱۴ - تومبی
- ۲۰۱۵ - É o Poder
- ۲۰۱۷ - لالا
- 2018 - Kaça
- 2018 - Cabeça de Nego (Prod. Instituto & Boss in Drama)
- ۲۰۱۹ - سعودا
- 2019 - Nossa Que Isso (شاهکار. مک ربکا و ام سی روگه)
- 2019 - Alavancô (feat. گلوریا گرو و لین دا کوبرادا)
- 2021 - Dilúvio (شاهکار. لئو جاستی)
- ۲۰۲۱ - مال ننهوم
- ۲۰۲۱ - سوبیدا
- 2021 - Louca e Sagaz
- ۲۰۲۲ - پارداون